# Жуль Гонен
Жюль Гонен (фр. Jules Gonin; 10 серпня 1870, Лозанна — травень 1935, там же) — швейцарський лікар-офтальмолог, професор Лозаннського університету. Родоначальник хірургічного лікування відшарування сітківки.

## Біографія
Гонен народився у 1870 році у Швейцарії. 1888 року він вступив до Лозаннського університету, який закінчив з відзнакою. Спеціалізацією вибрав офтальмологію й у 1896 році почав роботу під керівництвом Марка Дюфура. 1903 року Жюль Гонен призначили на посаду приват-доцента, а у 1920 році, вже ставши керівником університетської клініки, отримав посаду професора у Лозаннському університеті. Крім медицини захоплювався лепідоптерологією та альпінізмом, володів кількома мовами. 1928 року Жюль Гоген здобув премію Марселя Бенуа — швейцарський аналог Нобелівської премії. 1929 року розроблена ним техніка хірургічного лікування відшарування сітківки була визнана міжнародним професійним товариством. Помер Жюль Гонен у віці 65 років (1935), залишивши після себе наукову спадщину, яка змінила офтальмологію.

## Внесок в офтальмологію
На основі своїх досліджень Жюль Гонен прийшов до висновку, що саме розрив сітківки є причиною її первинного відшарування, а мета хірургічного лікування — закриття розриву. Заснована на цьому розумінні хірургічна техніка полягала в наступному: після локалізації розриву сітківки, під місцевою анестезією, в проєкції розриву проводився надріз кон'юнктиви та перфорація білкової оболонки ока ножем Грефе. Після підготовчого етапу проводилося припікання пакеленом — спеціальним тонким інструментом, нагрітим до високої температури. Метою операції було формування рубця в зоні розриву. Даний метод автор назвав ігніпунктурою. Успіх операції залежав від ретельної передопераційної підготовки та суворого післяопераційного постільного режиму, тривалістю менш як тиждень. З новою технікою відсоток успішних операцій збільшився з < 5 % до 30-40 %. Методика почала застосовуватися у 1913 році, але тільки у 1929 році, на міжнародному офтальмологічному конгресі в Амстердамі, Жюль Гонен домігся світового визнання. 1934 року, за рік до смерті, була опублікована його книга «Відшарування сітківки: Патогенез, лікування», яка увінчала роботу професора.
Нобелівський комітет розглядав кандидатуру Гонена на присудження премії, але рецензія Альфреда Фогта, який мав незаперечний авторитет, переконала організацію відкласти прийняття рішення на 1 рік. Передчасна смерть завадила Гонену стати лауреатом. Його ім'я носить Університетська клініка в Лозанні, а медаль Жюля Гонена за видатну роботу та дослідження — найпрестижніша нагорода в офтальмології, яку Міжнародна рада з офтальмології (ICO) вручає 1 раз на 4 роки.